# راجناندجوان
راجناندجوان رمزها «RN» (بالإنجليزية: Rajnandgaon)‏ ، هو تقسيم إداري لدولة الهند تتبع ولاية تشاتيسغار (بالإنجليزية: Chhattisgarh)‏ ، مركزها هو مدينة راجناندجوان (بالإنجليزية: Rajnandgaon)‏ عدد سكانها حسب تعداد سنة 2001 هو 15,37,520 ، مساحتها 8,062 كم² وكثافة السكان 159 لكل كم² .